# Ludwig Mack

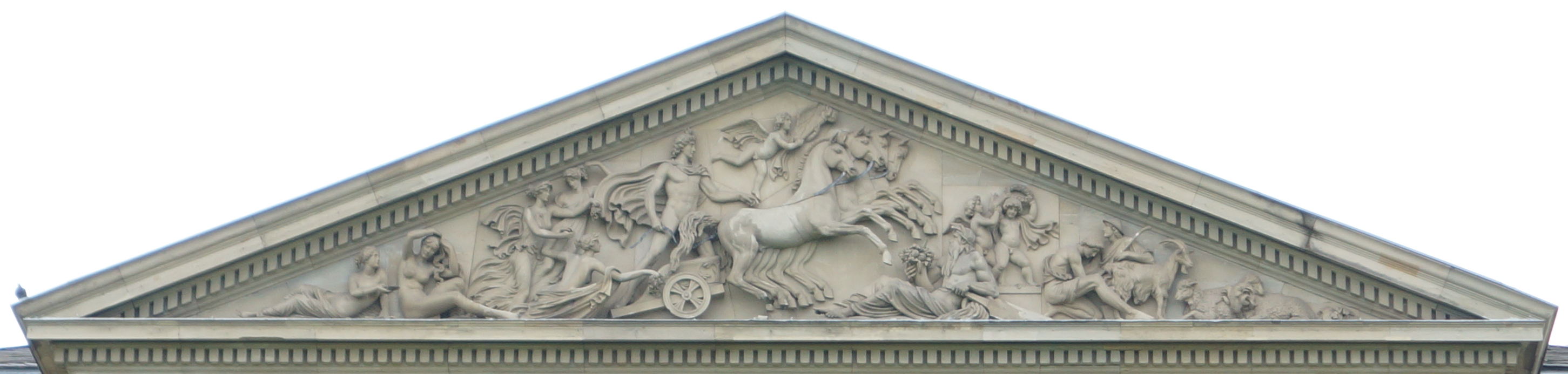
Helios-Relief von Ludwig Mack (Ausschnitt), Stuttgart, Schloss Rosenstein

Ludwig Mack (der Jüngere) (* 22. Oktober 1799 in Stuttgart; † 8. August 1831 in Stuttgart) war ein klassizistischer württembergischer Bildhauer von regionaler Bedeutung. Der früh verstorbene Künstler war der Sohn von Joseph Wilhelm Ludwig Mack, der ebenfalls Bildhauer war.

## Leben und Werk
Ludwig Mack war der ältere Sohn des Hofstuckateurs Joseph Wilhelm Ludwig Mack (des Älteren). Seine erste Ausbildung als Bildhauer erhielt er von seinem Vater. Danach war er Schüler bei Johann Heinrich Dannecker in Stuttgart. Ab Anfang 1822 bis zum Herbst des Jahres studierte er an der Kunstakademie in Dresden bei den Altertumsforschern Karl August Böttiger und Heinrich Hase (1789–1842) und hielt sich einige Wochen in Berlin auf.
Zurück in Stuttgart schuf er ein Relief mit einer Allegorie der Vergeltung unter dem Namen Das Jüngste Gericht, wofür die Regierung ihm ein Reisestipendium nach Italien spendierte. Vom September 1824 bis November 1825 reiste er zu Studienzwecken nach Rom und Neapel und berührte auf der Rückreise München. Das in Rom entstandene Flachrelief Amor und Psyche kaufte der Württembergische Kunstverein an. Bei der Verlosung fiel es an Johann Heinrich Dannecker, der es dem Kunstverein wieder zurückschenkte.

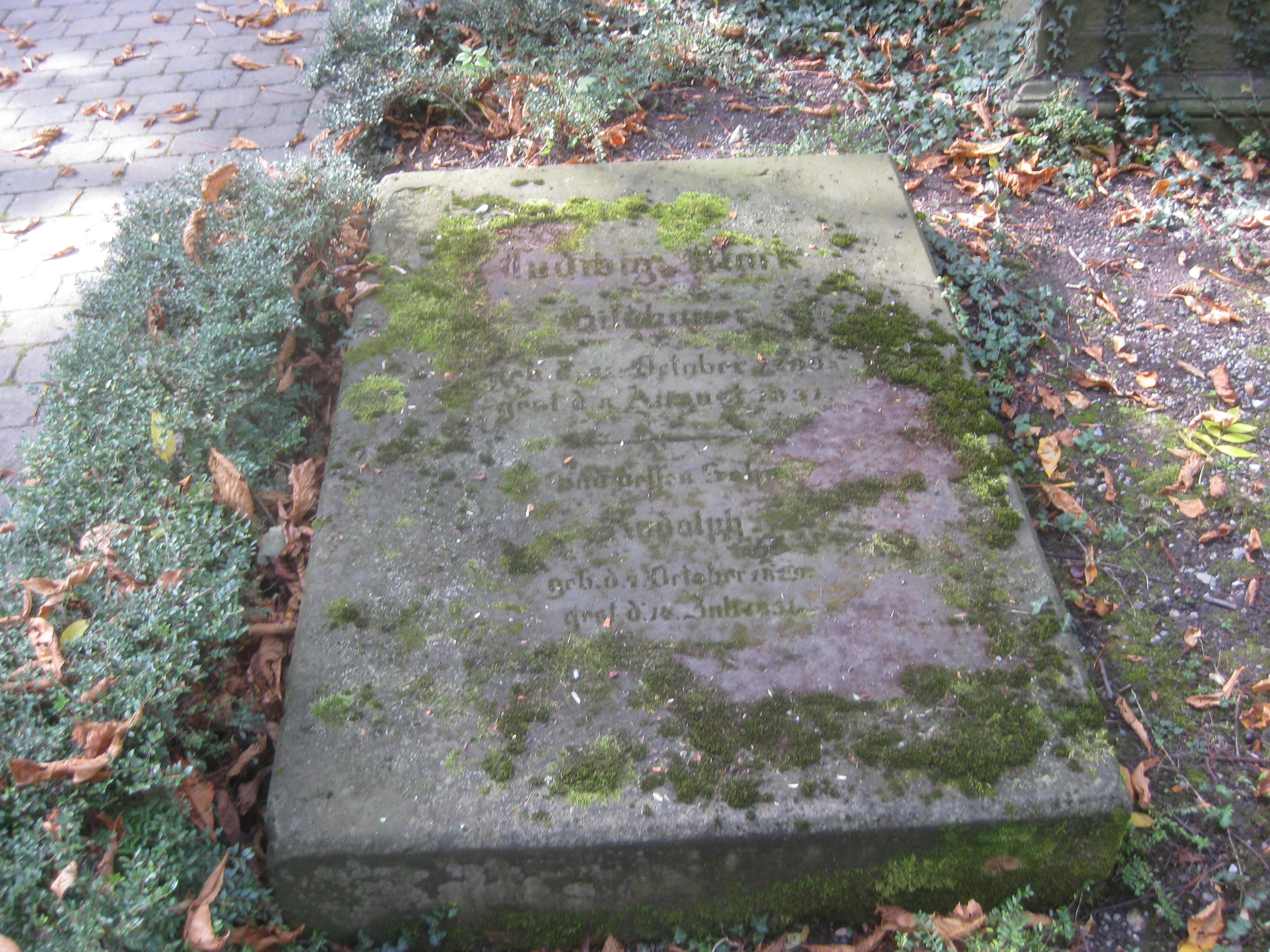
Grab von Ludwig Mack und seinem Sohn Rudolph auf dem Hoppenlaufriedhof in Stuttgart.

1827 heiratete Mack eine Tochter des als Schriftsteller bekannt gewordenen Pfarrers Rudolf Magenau in Hermaringen bei Heidenheim. Aus der Ehe gingen zwei Töchter und der Sohn Rudolph hervor.
1829 gab Mack eine Mappe mit Konturzeichnungen heraus (Mack 1829), die Rudolf Lohbauer (1802–1873) für den Druck lithographierte. Die Mappe enthielt u. a. das in Rom geschaffene Relief Amor und Psyche. 1830 vollendete er nach einem Entwurf von Johann Friedrich Dieterich das Helios-Relief für Schloss Rosenstein in Stuttgart.

## Bedeutung
Der schon im Alter von 31 Jahren verstorbene Ludwig Mack hatte, anders als sein Vater und vergleichbare zeitgenössische Künstler in Stuttgart, nicht mehr die Chance, zum Hofstuckateur oder Hofbildhauer ernannt zu werden. Mack gehörte nicht zum ersten Rang der Künstler des Schwäbischen Klassizismus wie Dannecker und Scheffauer, jedenfalls lassen die wenigen hinterlassenen eigenen Werke keinen Rückschluss auf eine eigenständige künstlerische Bedeutung zu. Seine handwerklich-künstlerischen Fähigkeiten sind unbestritten.

## Werke
| Literatur    | ADB; Mack 1834. |
| Jahr         | 1822–1824 |
| Beschreibung | Möglicherweise identisch mit dem Werk Die Auferstehung. Flachrelief mit einer „Allegorie der Vergeltung unter dem Namen des jüngsten Gerichts“ (Mack 1834, ADB). |
| Ort          | Verbleib unbekannt |

| Literatur    | Mack 1829, Tafel 1, Gedicht „Die Auferstehung“ (nach Tafel 1); Mack 1830, Seite 189–190; Schorn 1824, Seite 350. |
| Jahr         | 1824 |
| Beschreibung | Möglicherweise identisch mit dem Werk Das Jüngste Gericht. Flachrelief, 12 Fuß = 2,86 Meter hoch. Zwei Engel mit Posaunen und dem Kreuz künden am Himmel schwebend den Tag der Vergeltung für die von den Toten Auferstandenen an. Eine weibliche Figur, die Tugend, harrt kniend und freudig am Boden. Ein sündiger Greis wendet sich furchtvoll ab, zurück nach seinem Grab hin. |
| Ort          | Verbleib unbekannt |

| Literatur    | Bach 1900, Seite 109–110; Czigens 1977; Hütt 1993; Mack 1829, Tafel 2, Gedicht „Amor und Psyche“ (nach Tafel 2); Mack 1830, Seite 190; NN 1834, Seite 28.                                                        |
| Jahr         | 1824/1825 |
| Beschreibung | Flachrelief in Marmor, 34 × 60 cm. Die nackte Psyche, mit Schmetterlingsflügeln, leuchtet mit der Öllampe, um den nackten, geflügelten Amor, der im Schlaf auf einer Kline liegt, verbotenerweise zu betrachten. |
| Ort          | Stuttgart, Staatsgalerie, Inventarnummer P 573 |

| Literatur    | Mack 1829, Tafel 3, Gedicht „Die Parcen“ (nach Tafel 3); Mack 1830, Seite 190. |
| Jahr         | zwischen 1824 und 1829 |
| Beschreibung | Tonskizze einer Figurengruppe. Von einem riesigen Spinnrocken spinnt Klotho (die erste Parze rechts), den Schicksalsfaden des Menschen, Lachesis, die zweite misst den Faden und Atropos, die dritte schneidet ihn ab. Zu Füßen der beiden jüngeren Parzen mahnt eine Larve mit Trauermiene an den Ernst des Lebens und zu Füßen der Atropos eine hohngesichtige Maske an die Wandelbarkeit des Schicksals und die Vergänglichkeit des Lebens. |
| Ort          | Verbleib unbekannt |

| Literatur    | Mack 1829, Tafeln 4, 4a–4c, Gedicht „Die Unterwelt“ (nach Tafel 4c); Mack 1830, Seite 190. |
| Jahr         | zwischen 1824 und 1829 |
| Beschreibung | Tonskizze eines Flachreliefs (weitere Bilder siehe Galerie). Charon, der Fährmann des Hades liegt mit seinem dreiköpfigen Höllenhund Zerberus am Ufer des Totenflusses Styx und versperrt den weinenden Toten („Schatten“), die auf das Totengericht warten, den Rückweg zur Oberwelt. Die Totenrichter Minos, Aiakos (mit dem Szepter) und Rhadamanthys sitzen auf der Thronbank und befragen die Schatten nach ihrem Leben und ihren Taten. Glücklich die Schatten, die ins Elysion eingegangen sind wie die vergnüglich tanzenden drei Grazien und die verträumt und friedlich dem Leierspiel Lauschenden. |
| Ort          | Verbleib unbekannt |

| Literatur    | Pfeiffer 1912, Seite 142, 144, Abbildung 4. |
| Jahr         | 1830 |
| Beschreibung | Flachrelief in Sandstein, 86 × 45 cm. „Weibliche Figur mit umgekehrter Fackel in der Linken, den rechten Ellbogen auf einen kaum erkennbaren Pfeiler stützend, die Hand mit einem Teil des gelüfteten Obergewandes ans gesenkte Antlitz pressend; Haupthaar unverhüllt, üppige Körperformen.“ (Pfeiffer 1912, Seite 144) |
| Ort          | Stuttgart, Hoppenlaufriedhof, Grabmal von Obertribunalrat Karl Härlin genannt Tritschler (1749–1830). Die Inschriften sind nicht mehr erkennbar. |

| Literatur    | Grüneisen 1830; Seyffer 1831. |
| Jahr         | 1830 |
| Beschreibung | Allegorie des Sonnenaufgangs mit dem Sonnengott Helios, Hochrelief in Sandstein, 2,38 m hoch, 12,06 m breit, Ausführung nach einem Entwurf des Malers Johann Friedrich Dieterich |
| Ort          | Stuttgart, Schloss Rosenstein, Giebelfeld über dem Hauptportikus der Nordostfassade                                                                                              |

| Literatur    | NN 1834, Seite 31.         |
| Jahr         | vor 1832                   |
| Beschreibung | Flachrelief (?) in Marmor. |
| Ort          | Verbleib unbekannt         |

## Galerie

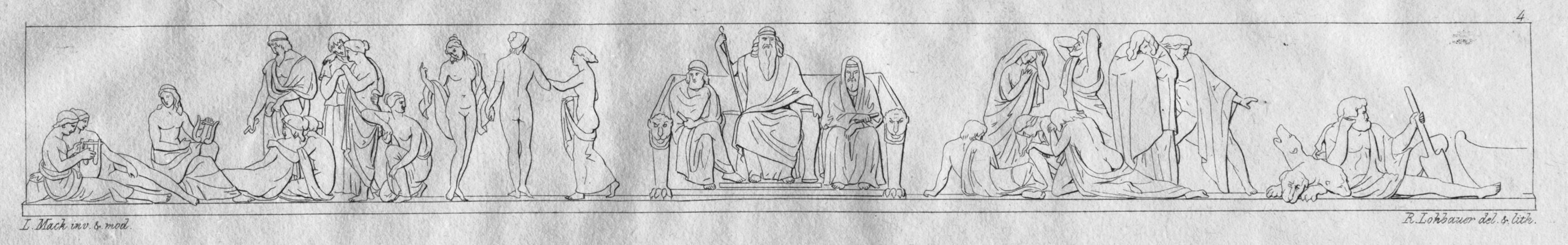
Die Unterwelt, Gesamtansicht. Lithographie von Rudolph Lehmann
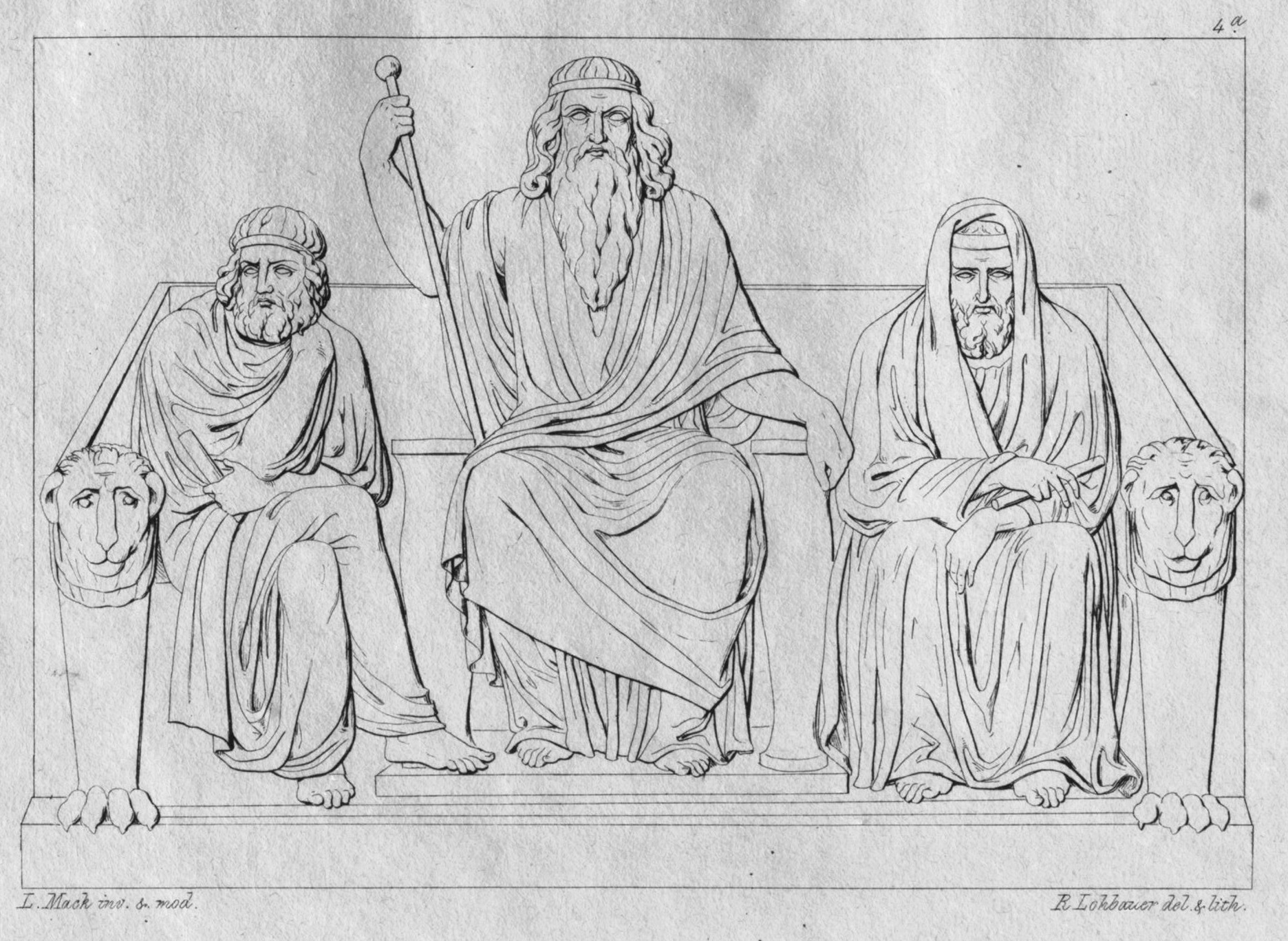
Die Unterwelt, Ausschnitt Mitte: Das Totengericht. Lithographie von Rudolph Lehmann
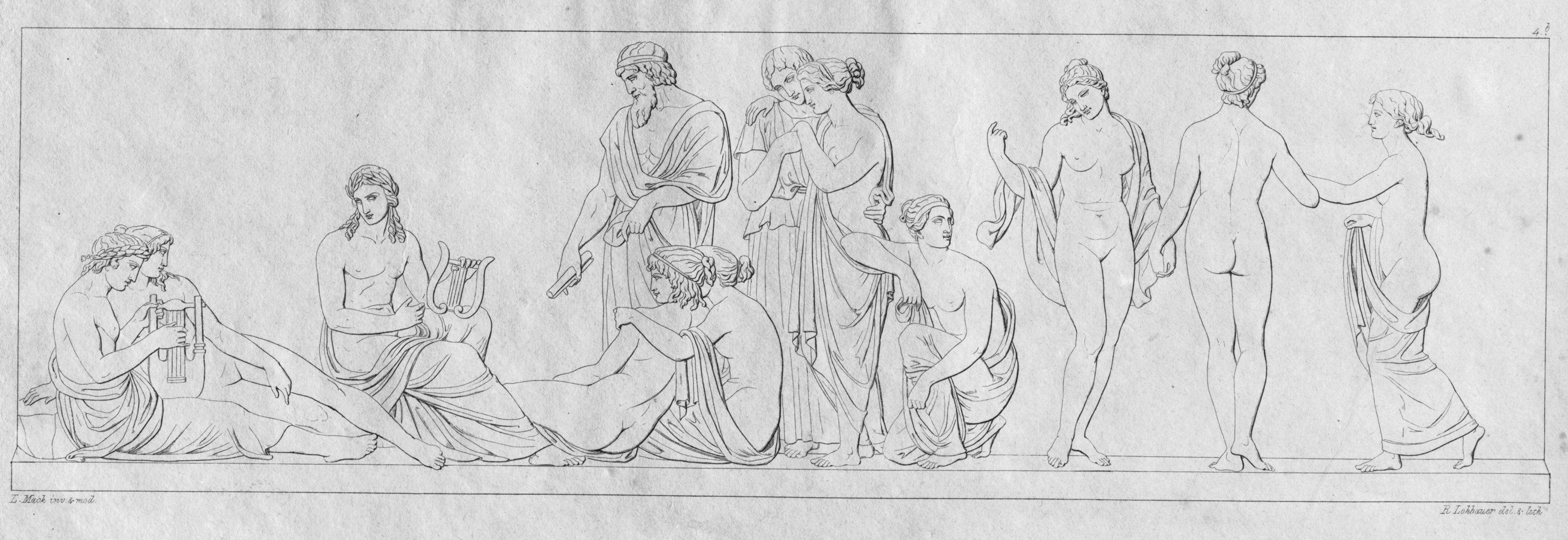
Die Unterwelt, Ausschnitt links: Das Elysion. Lithographie von Rudolph Lehmann
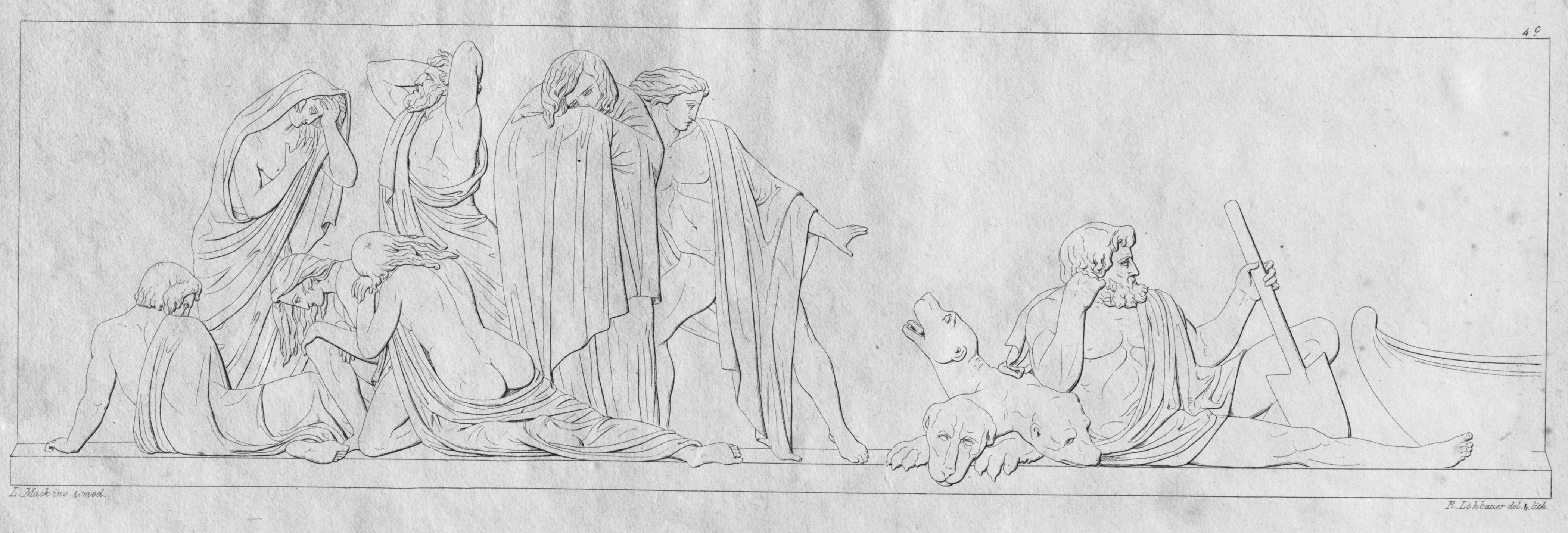
Die Unterwelt, Ausschnitt rechts: Charon und die weinenden Schatten. Lithographie von Rudolph Lehmann
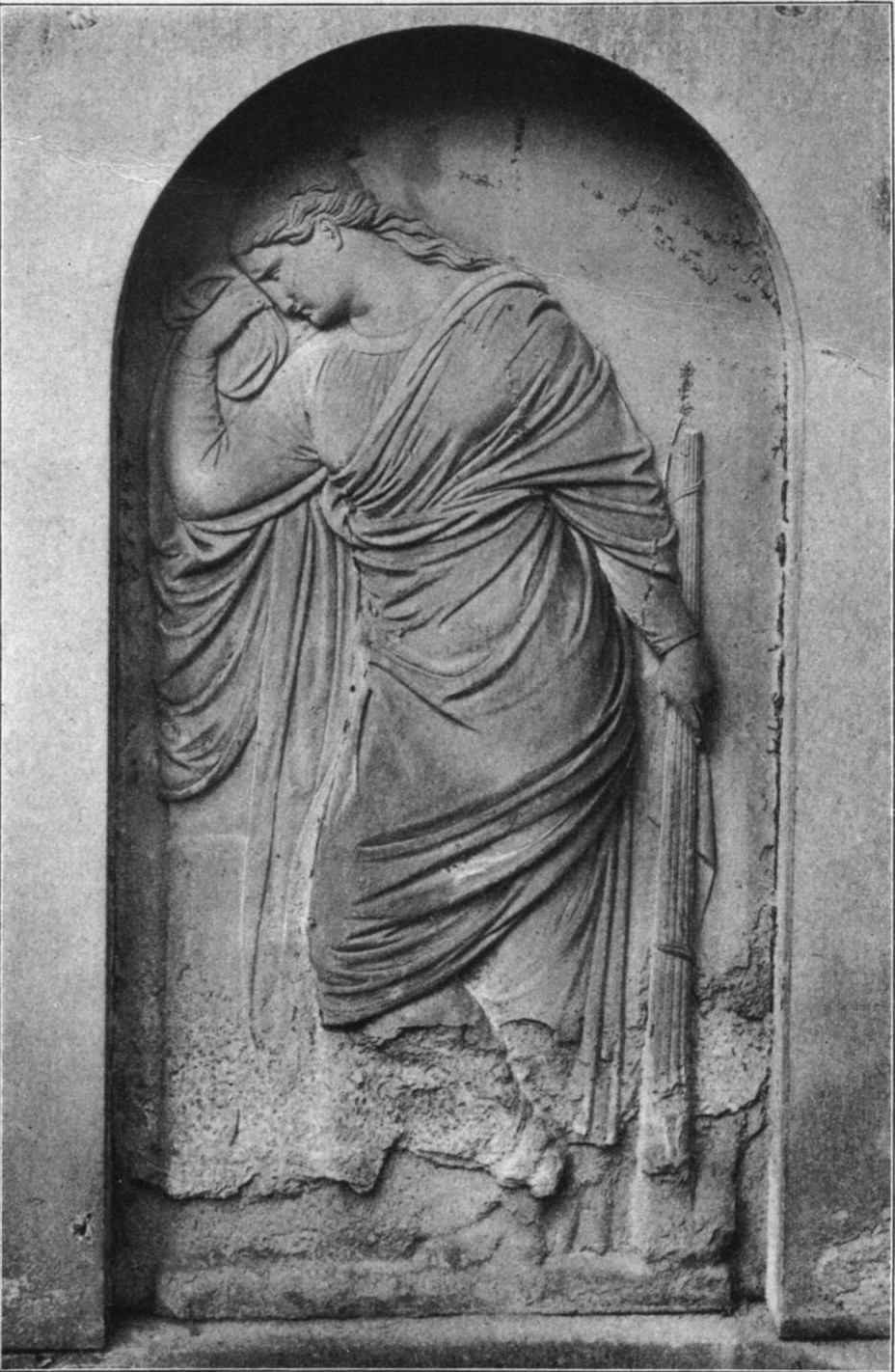
Weibliche Figur mit umgekehrter Fackel. Foto von 1912
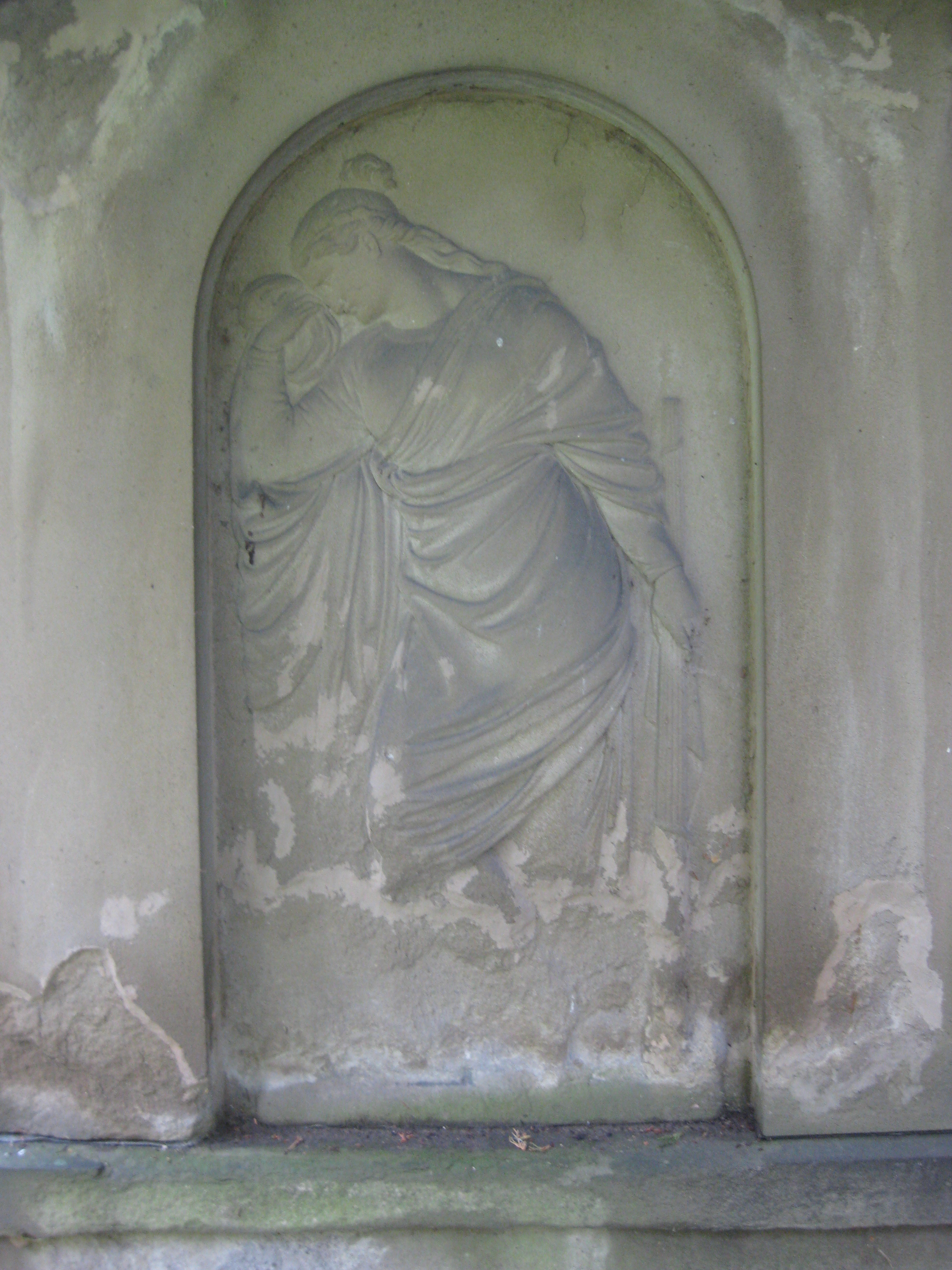
Weibliche Figur mit umgekehrter Fackel. Foto von 2010